# Nototriton tapanti
Espèce
Statut de conservation UICN

 VU D2 : Vulnérable
Nototriton tapanti est une espèce d'urodèles de la famille des Plethodontidae.

## Répartition
Cette espèce est endémique du centre du Costa Rica. Elle se rencontre à environ 1 300 m d'altitude dans le nord de la cordillère de Talamanca.

## Étymologie
Cette espèce est nommée en référence au lieu de sa découverte, Tapantí.

## Publication originale
- Good & Wake, 1993 : Systematic studies of the Costa Rican moss salmanders, genus Nototriton, with descriptions of three new species. Herpetological Monographs, vol. 7, p. 131-159.